# 東嶽廟 (系馬樁附近)
東嶽廟位於南昌系馬樁附近，廟門上懸「古東嶽廟」石刻橫匾，據說是出自嚴嵩的手筆。南昌拓建系馬樁街道時，該廟被拆除，改建為民宅，石刻亦不知去向。